# In Through the Out Door
Albums de Led Zeppelin
The Song Remains the Same
(1976) Coda
(1982)
Singles
1. Fool in the Rain
Sortie : décembre 1979
2. All My Love (promo)
Sortie : 1979

In Through the Out Door est le huitième album studio du groupe rock Led Zeppelin, enregistré en novembre et décembre de 1978 au Studios Polar à Stockholm, Suède, et sorti sur le label Swan Song Records le 15 août 1979 et produit par Jimmy Page.

## Historique
L'album est ainsi appelé parce que, en raison des récents problèmes du groupe (ils n'ont pas pu se produire sur le sol britannique pendant plus de deux ans pour des raisons fiscales), et de la montée du punk rock, essayer de revenir dans l'esprit du public était comme essayer de revenir par la « porte de derrière » (« Out door »), plutôt que par la « grande porte ».
La pochette du disque microsillon original est une des six vues du même instantané (le personnage central, un homme assis à un bar, brûle une lettre), toutes prises d'un angle différent. Chaque image reflète le point de vue subjectif d'un personnage présent dans le bar et apparaissant sur les autres vues. Les images ont été créées par Hipgnosis.
Ce sera le dernier album de Led Zeppelin enregistré avec tous les membres du groupe, le batteur John Bonham décédera l'année suivante, le 25 septembre 1980.
C'est également un album un peu à part dans la discographie de Led Zeppelin, car on y entend un John Paul Jones qui s'affirme, tant avec son jeu de basse que ses expérimentations aux claviers. On peut dire que dans les faits, John Paul Jones a composé une très grande partie de l'album, dont des chansons entières comme Carouselambra. Les problèmes de drogue de Jimmy Page et les problèmes familiaux de Robert Plant l'ont conduit à occuper ce rôle.
Le texte de la chanson All My Love est un message de Robert Plant à son fils Karac, mort en 1977 d'une infection pulmonaire. C'est une des deux chansons de Led Zeppelin à être crédité à John Paul Jones et Robert Plant, Page n'ayant pas participé à la composition, l'autre étant 	South Bound Saurez sur ce même album. Carouselambra est la seule chanson studio dans laquelle Jimmy Page utilisa sa Gibson à double manche. Les chansons Wearing and Tearing, Ozone Baby et Darlene auraient dû faire partie de l'album, mais à cause d'un manque de place elles ne furent pas retenues. Elles apparurent plus tard sur l'album Coda.
Cet album se classe à la première place des charts britanniques, canadiens, néo-zélandais et américains. Il se vend à plus de six millions d'exemplaires aux États-Unis. En France il se classe à la 7e place des meilleures ventes d'albums de 1979.

## Titres

### Face 1
| No | Titre              | Auteur                                    | Durée |
| -- | ------------------ | ----------------------------------------- | ----- |
| 1. | In the Evening     | Jimmy Page, Robert Plant, John Paul Jones | 6:48  |
| 2. | South Bound Saurez | Plant, Jones                              | 4:11  |
| 3. | Fool in the Rain   | Page, Plant, Jones                        | 6:08  |
| 4. | Hot Dog            | Page, Plant                               | 3:15  |

### Face 2
| No | Titre           | Auteur             | Durée |
| -- | --------------- | ------------------ | ----- |
| 5. | Carouselambra   | Page, Plant, Jones | 10:28 |
| 6. | All My Love     | Plant, Jones       | 5:51  |
| 7. | I'm Gonna Crawl | Page, Plant, Jones | 5:28  |

### Disque bonus de l'édition Deluxe 2015
| No | Titre                                           | Auteur             | Durée |
| -- | ----------------------------------------------- | ------------------ | ----- |
| 1. | In the Evening (Rough mix)                      | Page, Plant, Jones | 6:58  |
| 2. | Southbound Piano (South Bound Saurez rough mix) | Plant, Jones       | 4:12  |
| 3. | Fool in the Rain (Rough mix)                    | Page, Plant, Jones | 6:10  |
| 4. | Hot Dog (Rough mix)                             | Page, Plant        | 3:14  |
| 5. | The Epic (Carouselambra rough mix)              | Page, Plant, Jones | 10:46 |
| 6. | The Hook (All My Love rough mix)                | Plant, Jones       | 5:52  |
| 7. | Blot (I'm Gonna Crawl rough mix)                | Page, Plant, Jones | 5:30  |

## Musiciens
- Jimmy Page : guitares électrique et acoustique, Gizmotron sur In the Evening et Carouselambra, production
- Robert Plant : chant
- John Paul Jones : basse, mandoline, claviers, piano, synthétiseurs
- John Bonham : batterie, percussions

## Charts et certifications
| Pays             | Durée du classement | Classements 1979 | Classements 2015 |
| ---------------- | ------------------- | ---------------- | ---------------- |
| Allemagne        | 13 semaines         | 28e              | 9e               |
| Australie        | 1 semaine           | —                | 25e              |
| Autriche         | 5 semaines          | 20e              | 15e              |
| Belgique (W)     | 10 semaines         | —                | 13e              |
| Belgique (V)     | 8 semaines          | —                | 25e              |
| Canada           | 39 semaines         | 1er              | —                |
| Espagne          | 4 semaines          | —                | 31e              |
| États-Unis       | 44 semaines         | 1er              | —                |
| Finlande         | 2 semaines          | —                | 10e              |
| France           | 41 semaines         | 7e               | 43e              |
| Italie           | 16 semaines         | 12               | 26e              |
| Norvège          | 5 semaines          | 14e              | —                |
| Nouvelle-Zélande | 28 semaines         | 1er              | 7e               |
| Pays-Bas         | 6 semaines          | 20e              | —                |
| Portugal         | 1 semaines          | —                | 25e              |
| Suède            | 4 semaines          | 17e              | 6e               |
| Royaume-Uni      | 18 semaines         | 1er              | 12e              |
| Suisse           | 3 semaines          | —                | 17e              |

| Pays             | Certification | Ventes      | Date       |
| ---------------- | ------------- | ----------- | ---------- |
| Australie        | 2 × Platine   | 140 000 +   | 2007       |
| États-Unis       | 6 × Platine   | 6 000 000 + | 25/11/1997 |
| Nouvelle-Zélande | Platine       | 15 000 +    | 16/12/1979 |
| Royaume-Uni      | Platine       | 300 000 +   | 18/11/2004 |

Charts singles
| Année | Single           | Chart              | Durée du classement | Position |
| ----- | ---------------- | ------------------ | ------------------- | -------- |
| 1980  | Fool in the Rain | Hot 100            | —                   | 21e      |
| 1980  | Fool in the Rain | RPM Top Singles    | 17 semaines         | 12e      |
| 1980  | Fool in the Rain | RMNZ Singles Top40 | 1 semaine           | 44e      |